# 睡茄属
睡茄属（学名：Withania）是茄目茄科下的一个属，为灌木或多年生草本植物。该属共有约10种，分布于美洲、非洲的南部和地中海至印度。